# آلبوعلایج علیا
البو علایج علیا یا علایج روستای است در شهرستان ماهشهر استان خوزستان کشور ایران طول جغرافیایی ۴۹ درجه و ۱۳ دقیقه و عرض جغرافیایی ۳۰ درجه و ۳۳ دقیقه. ارتفاع این روستا از سطح دریا ۳ متر می‌باشد.
روستاهای اطراف آن شامل:از شمال به خمزه. از غرب به مگطوع. از شرق به عگله و از جنوب به گرگر ختم می‌شود. البوعلایج تنها روستای ایران است که دارای خور (شاخه‌هایی از دریا که به خشکی منشعب می‌شود) می‌باشد که به آن خور موسی گفته می‌شود و از نظر استراتژیک و اقتصادی بسیار مهم است. خور موسی در جنوب ماهشهر (البو علایج) قرار دارد و دارای انشعابات زیادی است و یکی از این انشعابات از وسط شهر ماهشهر می‌گذرد. البته در گذشته شاخه‌های دیگری هم در شهر داشته ولی از بین رفته‌اند. یکی از شاخه‌هایی که از بین رفته شاخه‌ای بوده که از خور اصلی شهر (که هنوز موجود است) شروع و به تقاطع خیابان‌های باهنر و چمران کنونی ختم می‌شد. (مردم بومی به آن سده می‌گفتند).

## اب و هوا و جغرافیا
البو علایج علیا دارای آب و هوای گرم و مرطوب می‌باشد. دمای آن بین ۵۰ درجه در تابستان تا صفر درجه در زمستان تغییر می‌کند. ماهشهر دارای شرجی‌های شدید و آزاردهنده در تابستان یعنی ماه‌های تیر، مرداد و شهریور می‌باشد به شکلی که رطوبت نسبی تا۱۰۰٪ می‌رسد.
میانگین باران سالیانه ان حدود ۲۳۳ میلیمتر است. البوعلایج علیا به سبب واقع شدن در جلگه خوزستان دارای خاک آبروفتی و نسبتاً مناسب برای رشد گیاهان گرمسیری است به‌طوری که در فصول بارندگی در صورت نزول مناسب رحمت الهی دارای طبیعتی سرسبز می‌باشد. در منطقه البوعلایج علیا به‌طور پراکنده درختان کُنار و گز وبرهان ومورد (یا کانیکارپوس) ونخل وکُر (یا بی عار) دیده می‌شود.
. در پایین جدولی از امار سالیانه البو علایج امده‌است.
| آب و هوای البو علایج         | آب و هوای البو علایج | آب و هوای البو علایج | آب و هوای البو علایج | آب و هوای البو علایج | آب و هوای البو علایج | آب و هوای البو علایج | آب و هوای البو علایج | آب و هوای البو علایج | آب و هوای البو علایج | آب و هوای البو علایج | آب و هوای البو علایج | آب و هوای البو علایج | آب و هوای البو علایج |
|                              | ژانویه               | فوریه                | مارس                 | آوریل                | مـــــه              | ژوئـن                | ژوئیـه               | اوت                  | سپتامبر              | اکتبـر               | نوامبر               | دسامبر               | سـال                 |
| ---------------------------- | -------------------- | -------------------- | -------------------- | -------------------- | -------------------- | -------------------- | -------------------- | -------------------- | -------------------- | -------------------- | -------------------- | -------------------- | -------------------- |
| گرم‌ترین C°                   | ۲۲                   | ۳۱                   | ۳۲                   | ۴۱                   | ۴۶                   | ۴۸                   | ۴۸                   | ۴۸                   | ۴۶                   | ۴۲                   | ۳۵                   | ۲۸                   | ۴۸                   |
| میانگین گرم‌ترین‌ها C°         | ۱۳                   | ۱۷                   | ۲۲                   | ۲۹                   | ۳۶                   | ۴۰                   | ۴۲                   | ۴۲                   | ۳۸                   | ۳۱                   | ۲۳                   | ۱۷                   | ۳۰                   |
| میانگین سردترین‌ها C°         | ۸                    | ۱۱                   | ۱۶                   | ۲۳                   | ۲۷                   | ۲۸                   | ۳۱                   | ۳۰                   | ۲۷                   | ۲۳                   | ۱۶                   | ۱۲                   | ۲۱                   |
| سردترین C°                   | ---                  | ---                  | ۵                    | ۱۱                   | ۱۷                   | ۱۷                   | ۲۰                   | ۲۲                   | ۱۸                   | ۱۲                   | ۱                    | ۲                    | ---                  |
| بارش mm                      | ۵                    | ۴                    | ۳                    | ۲                    | ۱                    | ---                  | ---                  | ---                  | ---                  | ۱                    | ۳                    | ۵                    | ۲۴                   |
| منبع: سایت ودربیس آوریل ۲۰۰۹ |                      |                      |                      |                      |                      |                      |                      |                      |                      |                      |                      |                      |                      |

این روستا در ۲۵ کیلومتری بندر ماهشهر و ۱۰۰ کیلومتری آبادان و ۷۰ کیلومتری اهواز قرار دارد.

## جمعیت
این روستا در دهستان هشچه قرار دارد و براساس سرشماری مرکز آمار ایران در سال ۱۳۹۲، جمعیت آن ۵۱۸نفر (۱۵۰ خانوار) بوده‌است.